# Baron Trimlestown
Baron Trimlestown ist ein erblicher britischer Adelstitel in der Peerage of Ireland. Der Titel bezieht sich auf Trimblestown bei Trim im County Meath.
Heutiger Familiensitz der Barone ist Autumn Cottage in Chiddingfold, Surrey.

## Verleihung
Der Titel wurde während der Rosenkriege am 4. März 1462 von König Eduard IV. für den irischen Ritter Sir Robert Barnewall geschaffen. Er hatte sich im Dienst von dessen Vater Richard Plantagenet, 3. Duke of York besonders ausgezeichnet. Die Verleihungsurkunde ist die älteste erhaltene Urkunde in der Peerage of Ireland, in der die verliehene Würde ausdrücklich als Baron of Parliament bezeichnet wird.
Heutiger Titelinhaber ist seit 1997 Raymond Barnewall, 21. Baron Trimlestown.

## Liste der Barone Trimlestown (1461)
- Robert Barnewall, 1. Baron Trimlestown († 1470)
- Christopher Barnewall, 2. Baron Trimlestown († um 1513)
- John Barnewall, 3. Baron Trimlestown († 1538)
- Patrick Barnewall, 4. Baron Trimlestown († 1562)
- Robert Barnewall, 5. Baron Trimlestown († 1573)
- Peter Barnewall, 6. Baron Trimlestown († 1598)
- Robert Barnewall, 7. Baron Trimlestown (um 1574–1639)
- Matthias Barnewall, 8. Baron Trimlestown (1614–1667)
- Robert Barnewall, 9. Baron Trimlestown († 1689)
- Matthias Barnewall, 10. Baron Trimlestown († 1692)
- John Barnewall, 11. Baron Trimlestown (1672–1746)
- Robert Barnewall, 12. Baron Trimlestown († 1779)
- Thomas Barnewall, 13. Baron Trimlestown († 1796)
- Nicholas Barnewall, 14. Baron Trimlestown (1726–1813)
- John Barnewall, 15. Baron Trimlestown (1773–1839)
- Thomas Barnewall, 16. Baron Trimlestown (1796–1879) (Titel ruhend 1879)
- Christopher Barnewall, de iure 17. Baron Trimlestown (1846–1891)
- Charles Barnewall, 18. Baron Trimlestown (1861–1937) (Titel bestätigt 1893)
- Charles Barnewall, 19. Baron Trimlestown (1899–1990)
- Anthony Barnewall, 20. Baron Trimlestown (1928–1997)
- Raymond Barnewall, 21. Baron Trimlestown (* 1930)

Aktuell ist kein Titelerbe bekannt.